# Estação Vila Olímpia
A Estação Vila Olímpia é uma estação ferroviária pertencente à Linha 9–Esmeralda, operada pela ViaMobilidade. Está localizada no distrito do Itaim Bibi, na zona oeste de São Paulo. 

## História
A Estrada de Ferro Sorocabana criou uma estação com o nome de Parada Traição entre as décadas de 1950 e 1960, mais adiante na linha, após a Usina Elevatória da Traição. Ela foi desativada na década de 1970 pela FEPASA, com a reformulação da Linha Sul.
A estação foi construída pela CPTM, durante o projeto "Dinamização Linha Sul", sendo inaugurada em 23 de março de 2001. Fica localizada na Vila Olímpia, próximo à Estação Elevatória da Traição, de propriedade da Empresa Metropolitana de Águas e Energia.
Em junho de 2021, a CPTM entregou uma reforma na estação, feita em parceria com o Grupo VG e com a Eletromídia, tornando-a uma estação sustentável, introduzindo melhorias como 234 placas fotovoltaicas para geração própria de eletricidade, sistema independente de tratamento de esgoto e armazenamento de água de reúso, novo bicicletário com pontos de recarga para bicicletas elétricas, decoração paisagística, com plantas anexadas às paredes, e uma obra de arte.
Em 20 de abril de 2021, foi concedida para o consórcio ViaMobilidade, composto pelas empresas CCR (atual Motiva) e RUASinvest, com a concessão para operar a linha por trinta anos. O contrato de concessão foi assinado e a transferência da linha foi realizada em 27 de janeiro de 2022.

## Tabela
| Sigla | Estação      | Inauguração         | Integração               | Plataforma | Posição    | Notas                        |
| ----- | ------------ | ------------------- | ------------------------ | ---------- | ---------- | ---------------------------- |
| VOL   | Vila Olímpia | 23 de março de 2001 | Bilhete Único da SPTrans | Central    | Superfície | Estação construída pela CPTM |

## Obra de arte
Com a reforma feita pela CPTM em 2021, foi introduzido à estação um mural, feito pelo artista plástico Kobra, denotando remadores competindo no rio Pinheiros no início do século 20, época em que essa atividade era comum, pois o rio era limpo.

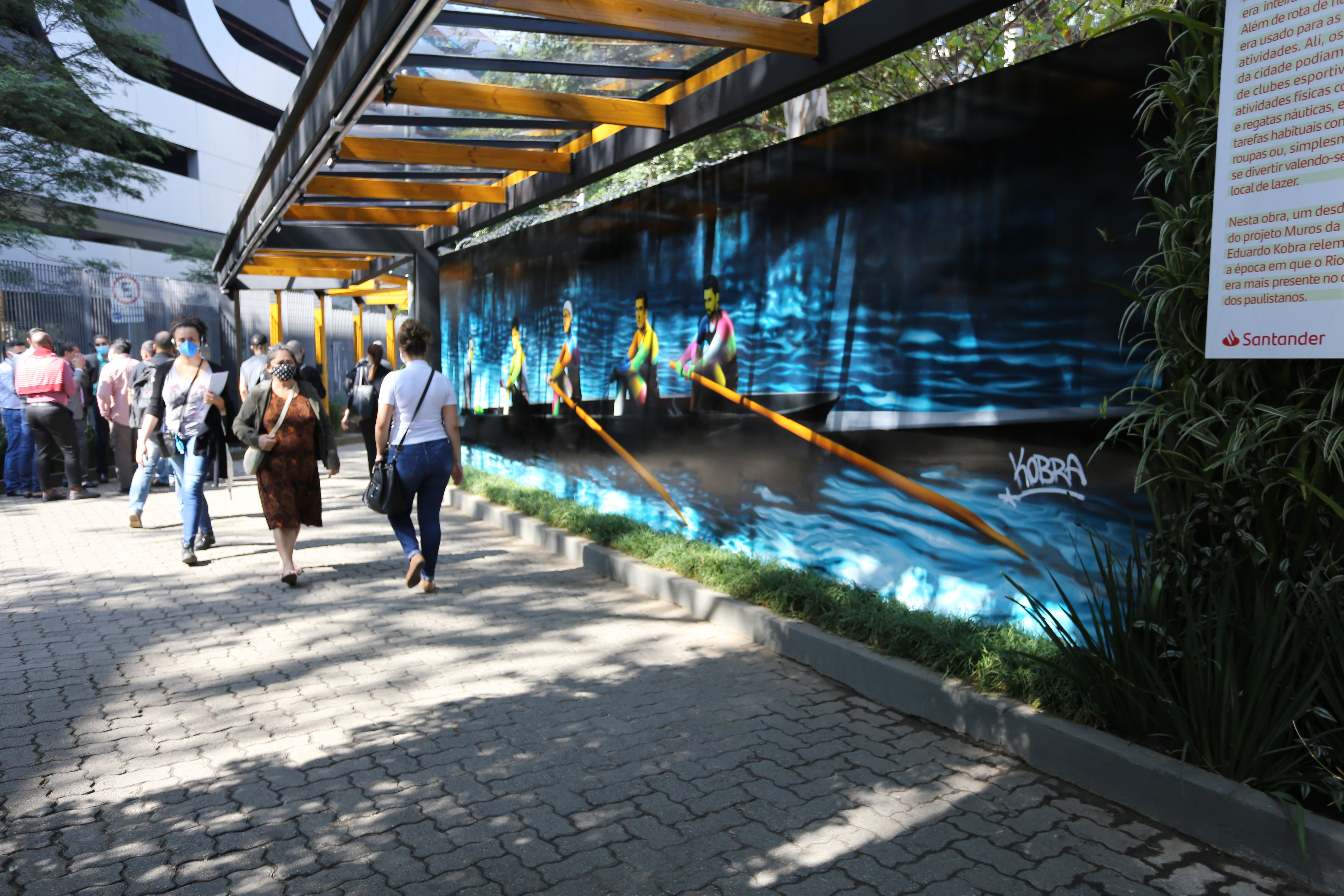
Mural da estação após a reforma de sustentabilidade da CPTM